# Direitos de cidade nos Países Baixos
Os direitos de cidade são uma característica da história medieval dos Países Baixos. Um suserano, geralmente um conde, duque ou membro similar da alta nobreza, concedia a uma cidade ou vila que ele possuía certos privilégios de cidade que lugares sem direitos de cidade não tinham.
Na Bélgica, Luxemburgo e Holanda, uma cidade, muitas vezes com orgulho, se autodenomina cidade se obteve um pacote completo de direitos de cidade em algum momento de sua história. Sua população atual não é relevante, então existem algumas cidades muito pequenas. A menor é Staverden, na Holanda, com 40 habitantes. Na Bélgica, Durbuy é a cidade menor, enquanto a menor no Luxemburgo é Vianden.

## Direitos comuns da cidade
Fontes:
Privilégios
- Muros defensivos (o direito de erguer um muro de defesa em torno de uma área habitada)
- Direito de mercado (o direito de manter mercados e receber receita deles)
- Direito básico (o direito de armazenar e comercializar exclusivamente mercadorias específicas, muitas vezes concedido apenas a algumas cidades)
- Direito de pedágio (o direito de cobrar pedágio)
- Mint right (o direito de cunhar moedas da cidade)
- Tributação (o direito de cobrar impostos)
- Pesagem (o direito de organizar a pesagem oficial: carga, gado, produção, material de construção, mercadorias comerciais, etc.)

liberdades
- Liberdade pessoal (os cidadãos tinham um relativo grau de liberdade pessoal em comparação com os cidadãos das áreas rurais: não estavam sujeitos ao senhor feudal e tinham liberdade de mobilidade) – Daí o velho ditado " Stadslucht maakt vrij " ('Cidade o ar liberta').

Governança
- Autogoverno (cidadãos abastados às vezes podem eleger funcionários do governo local)
- Judiciário e legislador (Dentro de seus limites, a cidade poderia ter um alto grau de autonomia)